# Letland op het Eurovisiesongfestival 2000
Letland nam deel aan het Eurovisiesongfestival 2000 in Stockholm, Zweden. Het was de 1ste deelname van het land op het Eurovisiesongfestival. De selectie verliep via het jaarlijkse Eirodziesma, waarvan de finale plaatsvond op 26 februari 2000. LTV was verantwoordelijk voor de Letse bijdrage voor de editie van 2000.

## Selectieprocedure
De nationale finale werd gehouden in de studio's van de nationale omroep in Riga en werd gepresenteerd door Dita Torstere.
In totaal deden er 10 artiesten mee aan deze finale en de winnaar werd gekozen door middel van een mix van jury en televoting.

| Volgorde | Artiest                               | Lied                    | Punten | Plaats |
| -------- | ------------------------------------- | ----------------------- | ------ | ------ |
| 1        | Marija Naumova                        | "For You My Friends"    | 114    | 2      |
| 2        | Yana Kay                              | "Waterfall"             | 81     | 6      |
| 3        | Jānis Stībelis                        | "I Will Return"         | 62     | 8      |
| 4        | Dace Pūce, Aigars Grāvers & Nataradža | "Tāda zeme"             | 67     | 7      |
| 5        | Arnis Mednis                          | "Everyday in Circle"    | 82     | 5      |
| 6        | Madara Celma                          | "Close to You"          | 49     | 10     |
| 7        | Brainstorm                            | "My Star"               | 147    | 1      |
| 8        | Linda Leen                            | "Let's Go Insane"       | 108    | 4      |
| 9        | Agnese                                | "Knowing Love and Loss" | 51     | 9      |
| 10       | Yana Kay                              | "Set My Heart on Fire"  | 109    | 3      |

## In Stockholm
Op het festival in Zweden moest Letland aantreden als 21ste, net na Finland en voor Turkije.
Op het einde van de puntentelling bleek dat het debuut van Letland heel succesvol was met een 3de plaats met 136 punten.
Men ontving 4 keer het maximum van de punten.
België en Nederland hadden respectievelijk 12 en 4 punten over voor deze inzending.

### Gekregen punten

#### Finale
| 12 punten                                | 10 punten            | 8 punten                            | 7 punten                                                 | 6 punten           |
| ---------------------------------------- | -------------------- | ----------------------------------- | -------------------------------------------------------- | ------------------ |
| - België - Estland - Finland - Noorwegen | - IJsland - Zweden   | - Denemarken - Ierland - Oostenrijk | - Duitsland - Spanje - Verenigd Koninkrijk - Zwitserland |                    |
| 5 punten                                 | 4 punten             | 3 punten                            | 2 punten                                                 | 1 punt             |
|                                          | - Israël - Nederland | - Frankrijk - Noord-Macedonië       |                                                          | - Cyprus - Rusland |

### Punten gegeven door Letland

#### Finale
Punten gegeven in de finale:
| Punten    | Land                |
| --------- | ------------------- |
| 12 punten | Denemarken          |
| 10 punten | Estland             |
| 8 punten  | Duitsland           |
| 7 punten  | IJsland             |
| 6 punten  | Noorwegen           |
| 5 punten  | Oostenrijk          |
| 4 punten  | Malta               |
| 3 punten  | Verenigd Koninkrijk |
| 2 punten  | Zwitserland         |
| 1 punt    | Ierland             |